# Nerocila donghaiensis
Nerocila donghaiensis is een pissebed uit de familie Cymothoidae. De wetenschappelijke naam van de soort is voor het eerst geldig gepubliceerd in 2002 door Yu & Li.